# Artur de Almeida Ribeiro

Artur de Almeida Ribeiro.

Artur Rodrigues de Almeida Ribeiro (Fornos de Algodres, Cadoiço, 30 de Janeiro de 1865 — Lisboa, 7 de Maio de 1943) foi um magistrado judicial e político que exerceu importantes funções durante a Primeira República Portuguesa, muito próximo de Afonso Costa, personalidade que acompanhou ao longo da maior parte da sua carreira política. Colaborou na imprensa e foi sócio da Sociedade de Geografia de Lisboa.

## Biografia
Filho de João Ribeiro de Almeida Cândido, formou-se em Direito pela Faculdade de Direito da Universidade de Coimbra no ano de 1885, ingressando no ano imediato na magistratura judicial das colónias portuguesas. Foi colocado em Luanda, cidade onde viveu de 1886 a 1907 e onde ocupou sucessivamente os cargos de delegado do Procurador Régio, juiz de direito e juiz do Tribunal da Relação de Luanda. Em 1905 foi promovido a juiz conselheiro naquele Tribunal.
Em 1907 foi transferido para o Tribunal da Relação de Lisboa, onde foi nomeado vogal da comissão de revisão da organização judiciária (1908-1909). Foi seguidamente membro do Conselho Colonial (a partir de 1912), auditor-geral junto da 1.ª Divisão Militar (1912), membro do Conselho Superior da Magistratura Judicial (1912-1921) e membro da comissão central de execução da Lei da Separação do Estado das Igrejas (1912-1927, embora com interrupções).
Em 1919 foi transferido para o cargo de juiz conselheiro do Supremo Tribunal de Justiça, cargo que manteria até se aposentar em Junho de 1927. Manteve-se como vogal da comissão de execução da Lei da Separação e foi sucessivamente membro do Tribunal Permanente de Arbitragem de Haia (1921-1923) e juiz  e juiz-auditor no Tribunal Militar especial que julgou os oficiais implicados nas tentativas de golpe militar ocorridas em 1925 (a Revolta de 18 de Abril de 1925 e a Revolta de 19 de Julho de 1925).
Além das suas funções como magistrado, teve importante participação na vida política, exercendo por várias vezes as funções de deputado ao Congresso da República e de minstro e secretário de Estado.
A sua entrada na vida política ocorreu em 1913, quando por indicação de Afonso Costa, aproveitando a sua experiência judicial em Angola, foi nomeado Ministro das Colónias do V Governo da República, presidido por Afonso Costa, cargo que desempenhou de 9 de Janeiro de 1913 a 9 de Fevereiro de 1914. No exercício daquele cargo mostrou-se sensível e conhecedor das questões coloniais, pois, para além de ter vivido num dos territórios africanos, pertencia, desde 1911, ao Conselho Colonial, onde apresentara propostas de alteração do regime de administração ultramarina, as quais dariam origem à Lei n.º 277, de 14 de Agosto de 1914, que promulgou a Lei Orgânica da Administração Civil das Províncias Ultramarinas, e à Lei n.º 278, também de 14 de Agosto de 1914, que promulgou a Lei Orgânica da Administração financeira das Províncias Ultramarinas. Estas leis, inovadoras e estruturantes da adminstração colonial portuguesa, vigoraram até 1919, mas deixaram conceitos e formas organizativas que subsistiram até ao termo da organização colonial portuguesa. Também em 1913 foi eleito deputado ao Congresso da República pelo círculo eleitoral de Pinhel, nas listas do Partido Republicano Português.
Eleito deputado ao Congresso da República pelo círculo eleitoral da Guarda nas eleições gerais de 1915, nas listas do PRP, voltou ao governo nesse ano, como Ministro do Interior do XII Governo da República, novamente sob a presidência de Afonso Costa. Ocupou o cargo entre 29 de Novembro de 1915 e 15 de Março de 1916, num período marcada por grande instabilidade política e de crescente violência nas ruas.
Regressou ao Governo em 18 de Maio de 1916, como o primeiro a exercer o cargo de Subsecretário de Estado das Finanças, cargo que manteve até 25 de Abril de 1917. Neste período, o Ministro das Finanças, de quem dependia directamente, era Afonso Costa, sendo o XIII Governo da República presidido por António José de Almeida.
Com a nomeação do XIV Governo da República, novamente presidido por Afonso Costa, volta ao cargo de Ministro do Interior, cargo que exerceu de 25 de abril de 1917 a 10 de dezembro de 1917, acumulando transitoriamente a pasta das Finanças e a da Instrução Pública. Nesta última data o governo foi derrubado pelo golpe militar de 5-8 de Dezembro de 1917, encabeçado por Sidónio Pais, e substituído pela Junta Revolucionária sidonista.
Durante o consulado de Sidónio Pais, as fortes relações que mantinha com Afonso Costa e a sua militância no Partido Republicano Democrático levaram a que fosse preso por diversas vezes, sob acusação de vários crimes políticos.
O seu regresso à vida política activa fez-se em 1921, quando foi novamente eleito deputado ao Congresso da República pelo círculo eleitoral de Lisboa Ocidental, desta feita integrado nas listas do Partido Republicano Democrático, funções que exerceu até 1925. Aposentou-se da magistratura em Junho de 1927, já sob o governo da Ditadura Militar saída do golpe de 28 de Maio de 1926.
Apesar da sua proximidade a Afonso Costa e aos «democráticos», não acompanhou em toda a sua extensão o movimento de radicalização daquela facção durante a década de 1920, acabando por ser expulso do partido em 1928, por ter aceite em 1926 tornar-se vogal efectivo do Conselho Superior das Colónias, numa nomeação feita pelo governo da Ditadura Militar. Manteve-se neste cargo até 1935, já no período de governação do regime do Estado Novo.
Foi colaborador da imprensa escrita, tendo publicado em diversos periódicos, com destaque para o Diário de Notícias. Também publicou algumas decisões judiciais comentadas. A sua ligação aos assuntos coloniais levou a que fosse sócio efectivo da Sociedade de Geografia de Lisboa.